# Proletárka
A Proletárka szlovák nyelven megjelenő, elsődlegesen nők számára kiadott kommunista hetilap volt Csehszlovákiában. Első lapszáma 1922. november 16-án jelent meg Ruttkán a Hlas ľudu mellékleteként. 1924-től önálló hetilapként Ostraván adták ki, példányszáma megközelítőleg 1500 volt. 1927 és 1929 között a Pravda mellékleteként jelent meg.